# Piedra Parada, Manlio Fabio Altamirano
Piedra Parada är en ort i Mexiko.   Den ligger i kommunen Manlio Fabio Altamirano och delstaten Veracruz, i den sydöstra delen av landet, 290 km öster om huvudstaden Mexico City. Piedra Parada ligger 55 meter över havet och antalet invånare är 116.
Terrängen runt Piedra Parada är platt, och sluttar österut. Runt Piedra Parada är det ganska tätbefolkat, med 80 invånare per kvadratkilometer. Närmaste större samhälle är Fraccionamiento Geovillas los Pinos, 18,9 km öster om Piedra Parada. Trakten runt Piedra Parada består till största delen av jordbruksmark.